# Élection présidentielle en Côte d'Ivoire
En Côte d'Ivoire, l'élection présidentielle détermine la personne qui sera élue président de la République pour un mandat de cinq ans (quinquennat). Le premier président élu fut Félix Houphouët-Boigny en 1960, qui fut aussi le plus jeune (55 ans). 5 000 signatures sont nécessaires pour pouvoir présenter sa candidature.

## Mode de scrutin
Le président ivoirien est élu au scrutin uninominal majoritaire à deux tours pour un mandat de cinq ans renouvelable une seule fois de manière consécutive. Est élu le candidat ayant recueilli la majorité absolue des suffrages exprimés au premier tour. À défaut, un second tour est organisé entre les deux candidats arrivés en tête au premier, et celui recueillant le plus de suffrages est déclaré élu. La constitution fixe la date du premier  tour au dernier samedi du mois d'octobre de la cinquième année du mandat présidentiel en cours, et celle du second tour éventuel au dernier samedi du mois de novembre suivant.

### Parrainages
Depuis 2020, les candidats à l'élection présidentielle sont soumis à une obligation de collecte de parrainages pour valider leur candidatures. Les soutiens d'au moins 1 % des électeurs d'au moins 17 des 31 régions ou districts autonomes du pays sont ainsi nécessaires. Les électeurs ne peuvent, par ailleurs, parrainer qu'un seul candidat chacun,.

## Histoire

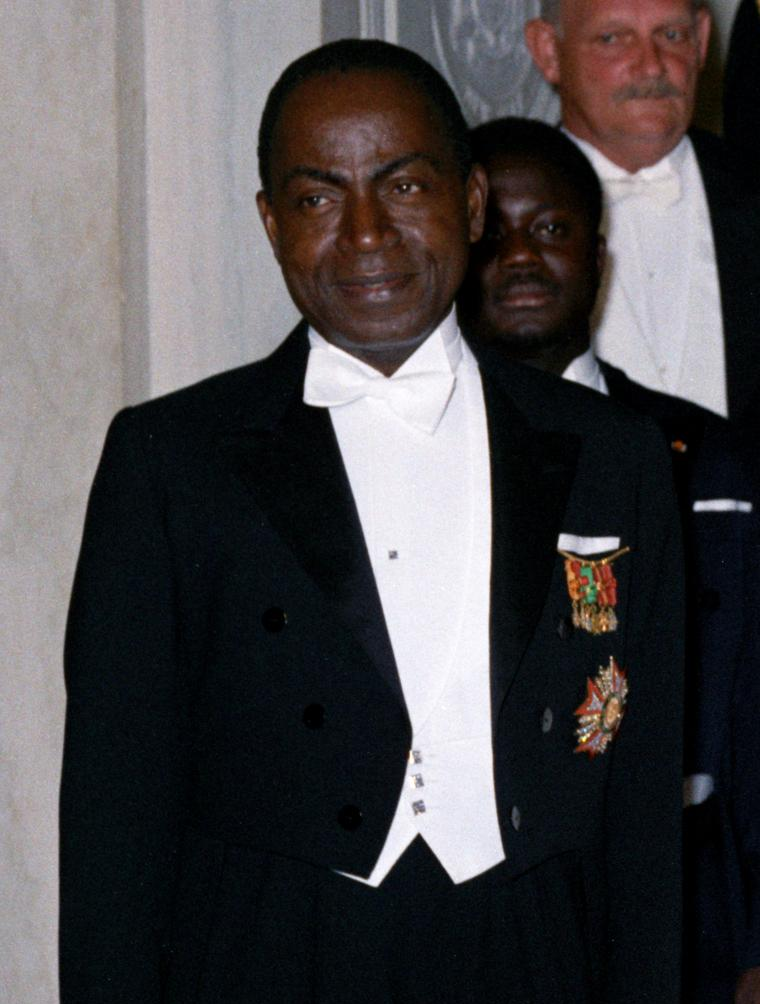
Félix Houphouët-Boigny

### De 1960 à 1985, un seul parti et un seul candidat
Après l'indépendance, le PDCI s'érige en parti unique, ce qui veut dire qu'il ne pouvait y avoir que des candidats de ce parti aux élections.
Le 27 novembre 1960, Félix Houphouët-Boigny est élu Président de la République de Côte d'Ivoire.
Lors des 5 scrutins suivants, il n'y eut qu'un seul candidat à chaque élection présidentielle, le président sortant Félix Houphouët-Boigny du parti unique PDCI, qui était à chaque fois réélu.

### Élection présidentielle de 1990

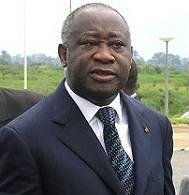
Laurent Gbagbo

Celle-ci est la première élection démocratique au suffrage universel direct en Côte d'Ivoire depuis l'indépendance en 1960. Elle oppose deux candidats :
- Félix Houphouët-Boigny: Fondateur du Parti démocratique de Côte d'Ivoire, parti unique jusqu'en 1990, il se présente de nouveau à la présidence de la république, avec un seul opposant face à lui ;
- Laurent Gbagbo: Fondateur du Front populaire ivoirien dans la clandestinité en 1982, il est candidat de l'opposition en 1990.

| Nom du Candidat        | Parti/coalition                     | % des voix (Conseil constitutionnel) |
| ---------------------- | ----------------------------------- | ------------------------------------ |
| Félix Houphouët-Boigny | Parti démocratique de Côte d'Ivoire | 82,00 %                              |
| Laurent Gbagbo         | Front populaire ivoirien            | 18,00 %                              |

### Élection présidentielle de 1995
Celle-ci intervient après le décès du président Félix Houphouët-Boigny, le 7 décembre 1993. Elle oppose seulement deux candidats, les autres ayant boycotté l'élection :

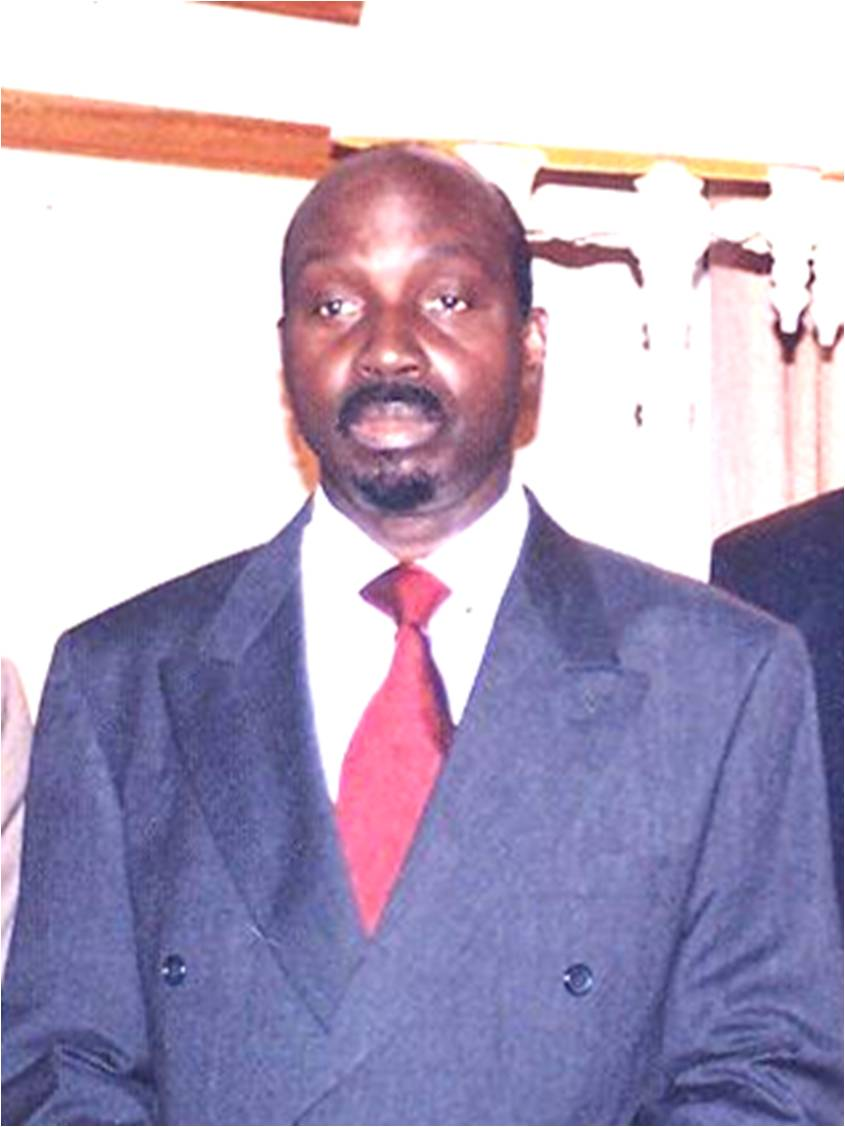
Francis Wodié

- Henri Konan Bédié : candidat naturel à la succession de Houphouët-Boigny, président par intérim depuis son décès ;
- Francis Wodié : fondateur du PIT, seul candidat n'ayant pas boycotté l'élection.

| Nom du Candidat      | Parti/coalition                     | % des voix (Conseil constitutionnel) |
| -------------------- | ----------------------------------- | ------------------------------------ |
| Henri Konan Bédié    | Parti démocratique de Côte d'Ivoire | 96,44 %                              |
| Francis Romain Wodié | Parti ivoirien des travailleurs     | 3,56 %                               |

### Élection présidentielle de 2000
Cette élection a lieu dans un contexte particulier, un peu moins d'un an après le coup d'état en Côte d'Ivoire.
| Nom du Candidat      | Parti/coalition                                      | % des voix (Conseil constitutionnel) |
| -------------------- | ---------------------------------------------------- | ------------------------------------ |
| Laurent Gbagbo       | Front populaire ivoirien                             | 59,40 %                              |
| Robert Guéï          | Union pour la démocratie et la paix en Côte d'Ivoire | 32,70 %                              |
| Francis Romain Wodié | Parti ivoirien des travailleurs                      | 5,70 %                               |
| Théodore Mel Eg      | Union démocratique de Côte d'Ivoire                  | 1,50 %                               |
| Nicolas Dioulo       | ?                                                    | 0,80 %                               |

### Élection présidentielle de 2010
Cette élection a lieu dans un contexte particulier, après une période de troubles qui fut longue (19 septembre 2002 - 5 mars 2007).
| Nom du Candidat    | Parti/coalition                                      | % des voix (Conseil constitutionnel) |
| ------------------ | ---------------------------------------------------- | ------------------------------------ |
| Laurent Gbagbo     | Front populaire ivoirien                             | 38,05 %                              |
| Alassane Ouattara  | Rassemblement des républicains de Côte d'Ivoire      | 32,08 %                              |
| Henri Konan Bédié  | Parti démocratique de Côte d'Ivoire                  | 25,24 %                              |
| Albert Mabri       | Union pour la démocratie et la paix en Côte d'Ivoire | 2,27 %                               |
| Konan Gnamien      | Union pour la Côte d'Ivoire                          | 0,37 %                               |
| Francis Wodié      | Parti ivoirien des travailleurs                      | 0,29 %                               |
| Siméon Konan       | Sans étiquette                                       | 0,27 %                               |
| Jacqueline Lohoues | Sans étiquette                                       | 0,27 %                               |
| Pascal Tagoua      | Sans étiquette                                       | 0,25 %                               |
| Innocent Anaky     | Mouvement des forces d'Avenir                        | 0,23 %                               |
| Adama Dolo         | Sans étiquette                                       | 0,13 %                               |
| N'Douba Enoh Aka   | Sans étiquette                                       | 0,12 %                               |
| Félix Akoto Yao    | Sans étiquette                                       | 0,10 %                               |
| Henri Tohou        | Union socialiste du peuple                           | 0,05 %                               |

| Nom du Candidat   | Parti/coalition                                 | % des voix (Conseil constitutionnel) | % des voix (Commission electorale) |
| ----------------- | ----------------------------------------------- | ------------------------------------ | ---------------------------------- |
| Alassane Ouattara | Rassemblement des républicains de Côte d'Ivoire | 48,55 %                              | 54,10 %                            |
| Laurent Gbagbo    | Front populaire ivoirien                        | 51,45 %                              | 45,90 %                            |

### Élection présidentielle de 2015
L'élection présidentielle ivoirienne de 2015 se tient le 25 octobre et voit la réélection dès le premier tour d'Alassane Ouattara à la fonction de président de la République pour un mandat de cinq ans.

### Élection présidentielle de 2020
L'élection présidentielle ivoirienne de 2020, a lieu le 31 octobre 2020 afin d'élire le Président de la République de Côte d'Ivoire.
Le scrutin présidentiel de 2020 est le premier à avoir lieu sous la Constitution ivoirienne de 2016 adoptée par référendum quatre ans plus tôt. Celle ci modifie notamment plusieurs des critères d'éligibilité du président : la limite d'âge pour se présenter, auparavant fixée à 75 ans, disparaît, tandis que l'âge minimum est abaissé à 35 ans (art. 55).
Là où l'ancienne constitution imposait qu'un candidat soit « exclusivement de nationalité ivoirienne, né de père et de mère eux-mêmes ivoiriens d'origine », la nouvelle constitution remplace cette condition par « nés de père ou de mère ». Un seul des parents d'un candidat présidentiel a désormais besoin de posséder la nationalité ivoirienne de naissance et ils ont maintenant la possibilité d'avoir eu une autre citoyenneté. Le candidat lui-même peut également avoir eu une autre nationalité, ce qui était auparavant impossible, mais doit y renoncer avant de soumettre sa candidature.
Le poste de vice-président est également créé. Il est élu en même temps que le président et lui succède en cas de vacance du pouvoir. Le mandat d'Alassane Ouattara étant en cours au moment de la modification, le vice-président Daniel Kablan Duncan a été exceptionnellement nommé par le président en janvier 2017, en accord avec l'article 179,.
Le 5 mars 2020, Alassane Ouattara annonce qu'il ne se représente pas à l'élection présidentielle d'octobre 2020.
Le 13 mars 2020, Alassane Ouattara, a désigné Amadou Gon Coulibaly comme le candidat du parti au pouvoir, le Rassemblement des Houphouétistes pour la démocratie (RHDP) à la prochaine présidentielle de 2020.
Cependant, en mai 2020, Coulibaly est évacué vers la France pour être hospitalisé en raison de problèmes d'ordre cardiaque. Il est ensuite opéré une seconde fois en juin pour la pose d'un stent, avant de retourner en Côte d'Ivoire le 2 juillet,. Six jours plus tard, le 8 juillet, il meurt à la suite d’un malaise survenu en Conseil des ministres.
Un temps, envisagée en raison de la crise sanitaire causée par la pandémie de Covid-19, l’idée d’un report de l’élection présidentielle est repoussée par Ouattara lors du Conseil des ministres du 8 avril, à l’occasion duquel le Code électoral est adopté par ordonnance. Les ministres reçoivent la consigne d’accélérer les opérations électorales une fois la crise endiguée.
Alassane Ouattara annonce finalement sa candidature le 6 août 2020 lors de sa prise de parole à la nation avant les festivités des soixante ans de l'indépendance.
Le 9 novembre 2020, le Conseil constitutionnel confirme les résultats publiés par la Commission électorale, qui donnaient 94,27 % des suffrages au président sortant.

### Élection présidentielle de 2025
L'élection présidentielle ivoirienne de 2025, a lieu le 25 octobre 2025 afin d'élire le Président de la République de Côte d'Ivoire.
La Commission électorale indépendantes lancent le 19 octobre 2024 la révision de la liste électorale qui comporte près de 8 millions d'électeur. Elle ouvre 12000 centres d'enrôlement dans tout le pays. L'enrôlement doit aboutir à l'inscription de 4,5 millions de nouveaux électeurs de plus sur une période 3 semaines prenant fin le 10 novembre 2024.
Afin de faciliter les procédures administratives lié à l'enrôlement, le certificat de nationalité est délivré gratuitement et il est possible de s'inscrire avec un récépissé de carte d'identité pour les personnes n'ayant pas encore reçu leur carte nationale d'identité. Malgré cette mesure, l'opposition demande un prolongement de la période d'enrôlement.
Le 8 novembre 2024, par décret pris en conseil des ministres, le gouvernement prolonge la période du recensement électoral de la révision de la liste électorale d'une semaine, jusqu'au 17 novembre 2024,.
Le 29 juillet 2025, Alassane  Ouattara annonce sa candidature pour l'élection présidentielle d'octobre 2025.

## Récapitulatif
| Élection            | 1990 | 1995 | 2000 | 2010 | 2015 | 2020 |
| Nombre de candidats | 2    | 2    | 5    | 14   | 7    | 4    |

|      | 1960  | 1965  | 1970  | 1975  | 1980  | 1985  | 1990    | 1995    | 2000        | 2010        | 2015        |
| ---- | ----- | ----- | ----- | ----- | ----- | ----- | ------- | ------- | ----------- | ----------- | ----------- |
| PDCI | 100 % | 100 % | 100 % | 100 % | 100 % | 100 % | 81,68 % | 96,16 % | non-inscrit | 25,24 %     | avec RDR    |
| FPI  |       |       |       |       |       |       | 18,32 % | boycott | 59,35 %     | 38,04 %     | 9,29 %      |
| RDR  |       |       |       |       |       |       |         | boycott | non-inscrit | 32,07 %     | 83,66 %     |
| UDPI |       |       |       |       |       |       |         |         |             | 2,57 %      | avec RDR    |
| PIT  |       |       |       |       |       |       |         | 3,84 %  | 5,70 %      | 0,29 %      | avec FPI    |
| UDCI |       |       |       |       |       |       |         |         | 1,47 %      | non-inscrit | non inscrit |

| Élection |  | Candidat Parti politique | % des suffrages exprimés |  | Candidat Parti politique | % des suffrages exprimés |
| 2010     |  | Alassane Ouattara RDR    | 54,10 %                  |  | Laurent Gbagbo FPI       | 45,90 %                  |

| Année | Pourcentage | Vainqueur              | Note (au premier tour sauf indiqué) (SUD : Suffrage universel direct) |
| ----- | ----------- | ---------------------- | --------------------------------------------------------------------- |
| 1960  | 100         | Félix Houphouët-Boigny | Candidat unique                                                       |
| 1965  | 100         | Félix Houphouët-Boigny | Candidat unique                                                       |
| 1970  | 100         | Félix Houphouët-Boigny | Candidat unique                                                       |
| 1975  | 100         | Félix Houphouët-Boigny | Candidat unique                                                       |
| 1980  | 100         | Félix Houphouët-Boigny | Candidat unique                                                       |
| 1985  | 100         | Félix Houphouët-Boigny | Candidat unique                                                       |
| 1990  | 81,68       | Félix Houphouët-Boigny |                                                                       |
| 1995  | 96,16       | Henri Konan Bédié      |                                                                       |
| 2000  | 59,36       | Laurent Gbagbo         |                                                                       |
| 2010  | 54,10       | Alassane Ouattara      |                                                                       |
| 2015  | 83,66       | Alassane Ouattara      |                                                                       |